# Hans Roland Dürr
Hans Roland Dürr (* 1964 in Kitzingen) ist ein deutscher Mediziner und Hochschullehrer. Seit 2004 ist er Professor für Orthopädie an der Ludwig-Maximilians-Universität München (LMU). 

## Leben
Nach dem Medizinstudium von 1985 bis 1991 in Gießen und Würzburg wurde er 1991 in Würzburg promoviert. Von 1991 bis 1993 war er an der Universitätsklinik für Allgemein- und  Abdominalchirurgie in Mainz tätig und wurde anschließend approbiert. Von 1993 bis 1998 war er Assistenzarzt an der Orthopädischen Klinik und  Poliklinik der LMU München. 1997 wurde er  Facharzt für Orthopädie und Unfallchirurgie,  1998 Oberarzt,  2001 geschäftsführender Leitender Oberarzt an der Universität Rostock sowie kommissarischer Leiter der Orthopädische Klinik und Poliklinik der Universität Rostock. 2002 habilitierte  er sich an der Universität Rostock. 2003 wechselte er  nach Großhadern, um dort den Schwerpunkt Tumororthopädie an der Orthopädischen Klinik und Poliklinik der LMU München aufzubauen und zu leiten. 
Seit 2004 ist er Professor für Orthopädie an der LMU. Weiterhin ist er Beiratsmitglied der Sarkomkonferenz.